# Фомин, Александр Васильевич (генерал)
Алекса́ндр Васи́льевич Фоми́н (род. 25 мая 1959, Лениногорск, Восточно-Казахстанская область) — российский военный и государственный деятель. Заместитель министра обороны Российской Федерации с 31 января 2017 года, генерал-полковник (2018), действительный государственный советник Российской Федерации 2-го класса, кандидат технических наук.
Из-за российского вторжения на Украину находится под персональными санкциями США, Великобритании, Австралии, Украины, Новой Зеландии.

## Биография
Родился 25 мая 1959 года в городе Лениногорске Восточно-Казахстанской области, Казахской ССР.

### Образование
- В 1976 году окончил среднюю школу № 1 города Курчатова Курской области.[2]
- В 1984 году окончил Военный Краснознаменный институт Министерства обороны СССР (ныне — Военный университет Министерства обороны Российской Федерации).
- В 1992 году окончил Военную академию Советской Армии.
- Защитил кандидатскую диссертацию[3].

Прослушал курсы повышения квалификации:
- «Современный руководитель» в Академии народного хозяйства при Правительстве РФ (1996)
- «Оборона и обеспечение безопасности Российской Федерации» в Военной академии Генерального штаба Вооруженных Сил РФ (2003)
- «Государственная политика в экономике» в Финансовом университете при Правительстве РФ (2010)[1].

### Деятельность
С 1977 по 1993 год проходил службу в Вооружённых Силах СССР и Российской Федерации.
С июня 1993 по март 1994 год был сотрудником отдела Главного управления военно-технического сотрудничества Министерства внешних экономических связей Российской Федерации.
С марта 1994 по март 1998 года — на различных должностях в Государственной компании «Росвооружение»: помощник генерального директора, заместитель начальника управления, начальник управления, заместитель начальника службы, начальник службы.
С 1998 по 1999 год был заместителем генерального директора ЗАО «Зарубежстройинвест». С октября 1999 по февраль 2001 года — руководитель департамента экспорта специмущества и услуг военного назначения ФГУП «Промэкспорт». С февраля 2001 по декабрь 2005 года — начальник департамента, заместителем начальника департамента сухопутных вооружений ФГУП «Рособоронэкспорт».
С 2004 года служил в Федеральной службе по военно-техническому сотрудничеству: с 12 декабря 2004 года заместитель директора, с 3 ноября 2007 по 23 мая 2012 года первый заместитель директора, с 23 мая 2012 по 31 января 2017 года директор службы.
Указом Президента Российской Федерации от 31 января 2017 года назначен заместителем Министра обороны Российской Федерации. В его ведении находится международное военное и военно-техническое сотрудничество, подготовка международных соглашений в данной области. Руководит работой Главного управления международного военного сотрудничества Минобороны России и управления по контролю за выполнением договоров Национального центра по уменьшению ядерной опасности.
22 февраля 2018 года присвоено воинское звание генерал-полковник.
26—27 марта 2021 года посетил Мьянму в качестве военного атташе, где заверил страны[какие?] в сохранении дружеских отношений с Российской Федерацией.
В 2022 году стал представителем Минобороны России на российско-украинских переговорах по урегулированию кризиса между государствами.

## Санкции
Из-за поддержки российской агрессии и нарушения территориальной целостности Украины во время российско-украинской войны находится под персональными санкциями разных стран. С 15 марта 2022 года находится под санкциями Великобритании. С 25 февраля 2022 года находится под санкциями Австралии.
Указом президента Украины Владимира Зеленского от 19 октября 2022 находится под санкциями Украины. С 18 марта 2022 года находится под санкциями Новой Зеландии. 30 октября 2024 года включён в санкционный список США.

## Награды
- Орден «За заслуги перед Отечеством» III степени (2019),[источник не указан 812 дней]
- Орден «За заслуги перед Отечеством» IV степени (2009)[1],
- Орден Александра Невского (Россия) (2024),
- Орден Почёта (2014)[1],
- Орден Дружбы (2007)[1],
- Медаль ордена «За заслуги перед Отечеством» II степени (1997)[1],
- Медали СССР
- Медали РФ
- Титул «Тири Пьянчи» (ноябрь 2022, Мьянма)[11]